# Lestodiplosis tropicalis
Lestodiplosis tropicalis är en tvåvingeart som först beskrevs av Jean-Jacques Kieffer 1913.  Lestodiplosis tropicalis ingår i släktet Lestodiplosis och familjen gallmyggor.
Artens utbredningsområde är Tanzania. Inga underarter finns listade i Catalogue of Life.